# Мокрый Ташлык
Мокрый Ташлык (укр. Мокрий Ташлик) — левый приток реки Тясмин, протекающий по Кропивницкому и Новоукраинскому (Кировоградская область), Черкасскому (Черкасская область) районам (Украина). На топографической карте M-36-100 нижнее течение именуется как Сырой Ташлык, среднее и верхнее течение — Гнилой Ташлык.

## География
Длина — 51, 54,9 км (23,9 км в Кировоградской области, 31 км — Черкасской). Площадь водосборного бассейна — 596 км² (181 км² в Черкасской области). Русло реки в нижнем течении (село Лузановка) находится на высоте 112,4 м над уровнем моря. Река и её водоёмы используются для сельского хозяйства и рыбоводства.
Берёт начало от двух ручьёв восточнее (Кропивницкий район) и северо-западнее (Новоукраинский район) села Свитова Зирка. Река в верховье течёт на северо-запад по Кировоградской области, пересекает административную границу Кировоградской и Черкасской областей, затем протекает по Черкасской области на северо-восток. Впадает в реку Тясмин (на 111-км от её устья, в 1957 году — на 145-км) в селе Яровое. 
Долина преимущественно трапециевидная, шириной до 3 км, глубиной до 50 м. Пойма шириной до 100 м. Русло средне-извилистое, шириной до 10 м. На реке и её притоках созданы пруды и водохранилища. Питание смешанное с преобладающим снеговым. Ледостав длится с начала декабря по середину марта. Вода гидрокарбонатная кальциево-магниевая, минерализация меняется от 0,5 г/дм³ во время половодья до 0,8 г/дм³ во время межени. Пойма среднего и верхнего течения реки заболоченная, с луговой или тростниковой растительностью; есть лесные насаждения. 
Реку в верхнем течении между селом Оситняжка и посёлком Богдановское пересекает магистральный газопровод Союз.
Притоки (от истока до устья): Пастырка, балка Чивары, Сердюковка, Сухой Ташлык; а также множество безымянных.
Населённые пункты на реке (от истока до устья):
Новоукраинский район (Кировоградская область)
1. Василевка
2. Дибровка
3. Оситняжка

Черкасский район (Черкасская область)
1. Богдановское
2. Олянино
3. Радивановка
4. Телепино
5. Лузановка
6. Копейчана
7. Яровое

В пойме реки созданы природоохранные объекты: заказник Радчино (вокруг ручья-истока, на территории Кропивницкого района, восточнее села Свитова Зирка), памятник природы Лузановский разрез (левый берег реки возле села Лузановка).